# Anapta
Genre
Les Anapta sont un genre d'holothuries (concombres de mer) de la famille des Synaptidae. 

## Liste des espèces
Selon World Register of Marine Species (14 décembre 2014) :
- Anapta amurensis Britten, 1907
- Anapta fallax Lampert, 1889
- Anapta gracilis Semper, 1867
- Anapta ludwigi Britten, 1907
- Anapta subtilis Sluiter, 1887